# Bni Salah
Bni Salah  (in arabo بني صالح‎?) è un centro abitato e comune rurale del Marocco situato nella provincia di Chefchaouen, regione di Tangeri-Tetouan-Al Hoceima. Conta una popolazione di 11 365 abitanti (censimento 2014).